# Okaya
Okaya (岡谷市 -shi) é uma cidade japonesa localizada na província de Nagano.
Em 2003 a cidade tinha uma população estimada em 55 613 habitantes e uma densidade populacional de 653,19 h/km². Tem uma área total de 85,14 km².
Recebeu o estatuto de cidade a 1 de Abril de 1936.

## Cidade-irmã
- Mount Pleasant, EUA